# Chris Dowe
Chris Dowe (Louisville, Kentucky, 26 de agosto de 1991) es un jugador de baloncesto estadounidense que pertenece a la plantilla del Pallacanestro Brescia de la Lega Basket Serie A. Con 1,93 metros de estatura, juega en la posición de alero.

## Trayectoria deportiva
Es un alero formado en Bellarmine Knights y tras no ser drafteado en 2013, daría el salto al baloncesto europeo, en concreto a Portugal en las filas del Sampense Basket y después jugaría en Francia, en la liga Pro B. Durante la temporada 2014-2015 jugaría en Aix-Maurienne y la siguiente en Hyères-Toulon. 
En junio de 2016 firma por el Basic-Fit de Bruselas. Tras una temporada en Bélgica, Dowe regresa a Francia para firmar con el ÉB Pau-Orthez para jugar en la Pro A.
El 19 de julio de 2021, firma por el BC Prometey de la Superliga de baloncesto de Ucrania.
El 21 de junio de 2022 fichó por el Dinamo Sassari de la Lega Basket Serie A.
El 16 de junio de 2023 fichó por el Derthona Basket, también de la Lega Basket Serie A italiana.
El 6 de julio de 2024 fichó por el Pallacanestro Brescia, también de la Lega Basket Serie A.